# Сухий концентрат білковий пір'яний
Сухий концентрат білковий пір'яний (КБП), пір'яне борошно — це сипучий порошок жовтуватого або сіруватого кольору зі специфічним запахом. Масова частка протеїну становить не менше 70 %, мінеральних речовин – близько 19 % у вигляді натрієвих фосфатидів, при вмісті води близько 9 %, добре розчинний у воді. Містить багато сірковмісних амінокислот — метіоніну і цистину. За вмістом інших незамінних амінокислот поступається м'ясокістковому та рибному борошну.
Сухий концентрат білковий пір'яний може вводитися до раціонів свиней на відгодовуванні в дозі 10-20 % від маси білка раціону з метою заміни частини зернових і білкових компонентів без істотного зниження інтенсивності росту тварин, може бути використаний як білкова кормова добавка в комбікормовій промисловості.

## Виготовлення
Виробництво борошна з гідролізованого пера: сировину завантажують у вакуумний котел ємністю 4,6 м3 (у кількості: підкрилок — 500 кг, відходи перо-пухової сировини — 400 кг) куди додають воду в співвідношенні 1:(2-3,5) і піддають гідролізові при тиску 2,5-3 атм, температурі 138—143°С упродовж 3-3,5 год. із наступним сушінням маси при вакуумі 500 мм рт. ст. упродовж 3,5-4 годин. Готове борошно охолоджують, подрібнюють і просіюють.
Відповідно до держстандарту 17536-82, у борошні з гідролізованого пера повинно утримуватися (%), не більше: вологи — 9, жиру — 4, золи — 8, клітковини — 4, протеїну — не менше 75.